# Sloanea parviflora
Sloanea parviflora är en tvåhjärtbladig växtart som beskrevs av Jules Émile Planchon och George Bentham. Sloanea parviflora ingår i släktet Sloanea och familjen Elaeocarpaceae. Inga underarter finns listade i Catalogue of Life.